# Платформа Розвитку Інновацій
Платформа Розвитку Інновацій (англ. Innovations Development Platform) — українська агенція, основним видом діяльності якої є комерціалізація стартапів у сфері оборонних технологій.

## Історія
Створена за підтримки ДК Укроборонпром з метою об’єднати зусилля розрізнених команд розробників, експертів та інвесторів, надати їм можливість системно і на прозорих комерційних умовах виробляти інноваційні розробки для української армії та іноземних партнерів
Ініціатором та розробником концепції роботи Платформи Розвитку Інновацій у 2016 році виступило Державне зовнішньоторговельне підприємство "Спецтехноекспорт"
Почала працювати 6 квітня 2017 року
Агенція спеціалізується на впроваджені військових проєктів, які пов’язані зі сферою радіолокації, гідроакустичних систем, систем виявлення цілей і управління боєм та проєктів подвійного призначення.
Співпрацює з українськими підприємствами, науково-дослідними центрами, конструкторськими бюро, державними та приватними компаніями.

## Сучасний стан
На даний момент[який?] реалізовано чотири проєкти, серед яких, безпілотний тактичний багатоцільовий транспортний засіб, бойовий модуль та два безпілотні авіаційні комплекси.
В активній розробці знаходиться близько восьми проєктів.